# دلقک در مزرعه ذرت
دلقک در مزرعه ذرت (انگلیسی: Clown in a Cornfield) یک فیلم اسلشر آمریکایی محصول سال ۲۰۲۵ به کارگردانی الی کریگ و نویسندگی کریگ و کارتر بلانچارد است. این فیلم بر اساس رمانی به همین نام نوشته آدام سزار در سال ۲۰۲۰ ساخته شده است و کیتی داگلاس، آرون آبرامز، کارسون مک‌کورمک، کوین دورند و ویل ساسو در آن به ایفای نقش پرداخته‌اند. دلقک در مزرعه ذرت در ۱۰ مارس ۲۰۲۵ در جشنواره فیلم جنوب از جنوب غربی به نمایش درآمد و پس از آن در ۹ مه ۲۰۲۵ در سینماهای ایالات متحده اکران شد. این فیلم به طور کلی نظرات مثبتی از منتقدان دریافت کرد.

## خلاصه داستان
در سال ۱۹۹۱ میلادی گروهی از نوجوانان در کِتِل اسپرینگز میزوری در نزدیکی کارخانه قدیمی شربت ذرت بِیپن جشنی برپا کردند. دو نوجوان مخفیانه وارد مزرعه ذرت نزدیک می‌شوند و توسط دلقکِ بِیپن کشته می‌شوند.
و این اتفاق رازآلود که این قتل توسط چه کسی صورت گرفته، باعث به وقوع آمدن اتفاقات ناگوار دیگری می‌شود.

## بازیگران
- کیتی داگلاس در نقش کوئین
- آرون آبرامز در نقش دکتر گلن میبروک
- کارسون مک‌کورمک در نقش کول
- وینسنت مولر در نقش راست
- کوین دورند در نقش آرتور هیل
- ویل ساسو در نقش کلانتر دان
- کاساندرا پوتنزا در نقش جانت
- وریتی مارکس در نقش رونی
- آیو سولانکه در نقش تاکر

## تاریخ تولید و انتشار
برنامه‌هایی برای اقتباس از رمان «دلقک در مزرعه ذرت» نوشته آدام سزار در سال ۲۰۲۰ اعلام شد. حقوق این اثر توسط شرکت تمپل هیل انترتینمنت خریداری شده و قرار شد این رمان به یک فیلم سینمایی تبدیل شود. الی کریگ فیلمنامه نوشته کارتر بلانچارد را کارگردانی کرد. فیلمبرداری از ۱۸ سپتامبر تا ۲۳ اکتبر ۲۰۲۳ در وینیپگ انجام شد.
این فیلم در ۱۰ مارس ۲۰۲۵ در جشنواره فیلم و تلویزیون جنوب از جنوب غربی به نمایش درآمد. و توسط آرال‌جی‌ای فیلمز و Shudder در ۹ مه ۲۰۲۵ در ایالات متحده اکران شد. پیش از اکران رسمی در سینماها، نمایش‌های اختصاصی در ۲ و ۳ مه در سینماهای زنجیره‌ای West Wind، Four Brothers و Galaxy برگزار شد.

## گیشه
این فیلم در آخر هفته افتتاحیه خود، ۳.۷ میلیون دلار از ۲۲۷۷ سینما فروش داشت و در رتبه پنجم جدول باکس آفیس قرار گرفت.
و همچنین رکورد جدیدی را برای آی‌اف‌سی فیلمز ثبت کرد و از افتتاحیه فیلم آخر شب با شیطان که سال گذشته ۲.۸ میلیون دلار فروش داشت، پیشی گرفت.

## آرا و نظرات
برایان تالریکو از راجرایبرت.کام به فیلم ۲.۵ ستاره از ۴ ستاره داد و نوشت: «فیلم کریگ را وقتی که اجازه داده شد هرج و مرج باشد، خیلی جالب‌تر از زمانی یافتم که خودش هرج و مرج را توضیح می‌داد.» مگان ناوارو از بلادی دیسگاستینگ به فیلم امتیاز ۳ از ۵ داد و نوشت: «الی کریگ، کارگردان فیلم تاکر و دیل در برابر شیطان با اعتماد به نفس به اقتباس عمدتاً وفادارانه می‌پردازد و تعادل مناسبی از خشونت و کمدی را برای یک فیلم اسلشر پرجنب‌وجوش و لاغر به ارمغان می‌آورد.» جیک ویلسون از روزنامه سیدنی مورنینگ هرالد به آن ۲.۵ ستاره از ۵ ستاره داد و نوشت: «هیچ اشکالی ندارد که از یک فیلم ترسناک نوجوانانه برای اظهار نظر در مورد شکاف نسلی، روابط طبقاتی و افول بخش تولید ایالات متحده استفاده شود. اما اگر طرح داستان آنقدر با ایده‌های نیمه‌تمام درهم‌ریخته نباشد که اوج داستان با سخنرانی‌های طولانی که توضیح می‌دهند پیام قرار بوده چه باشد، بیشتر درهم‌ریخته شود، حیف است، زیرا کریگ یک فیلمساز با استعداد است، با استعدادی در نماهای متحرکِ محتاطانه و شیک و تدوین‌های تکان‌دهنده و همچنین در همکاری با بازیگران برای توسعه شخصیت‌هایی که کلیشه‌های ژانر را زیر پا می‌گذارند.»
اوون گلیبرمن از ورایتی به فیلم نقد منفی داد و نوشت: «فیلم، به شیوه‌ی پیش‌پاافتاده‌اش، حال و هوای افسرده‌کننده‌ای را القا می‌کند که نتیجه‌ی کج‌خلقی و ناخوشایندی تمام افراد حاضر در آن است.» بنجامین لی در نقدی برای گاردین، به فیلم دو ستاره از پنج ستاره داد و «پیچش کوئیر شسته‌رفته و واقعاً غافلگیرکننده» را ستود، اما فرندو را «فقط یک دلقک که هیچ‌وقت به او چیزی داده نشده تا از بسیاری از دلقک‌های ترسناک دیگر که بهتر می‌شناسیم متمایز شود» و شخصیت‌های دیگر را «ضعیف و غیرقابل تشخیص» توصیف کرد. او فیلم را «خوراک کاملاً استاندارد آخر شب» خلاصه می‌کند. کوین ماهر از روزنامه تایمز به آن یک ستاره از پنج ستاره داد و نوشت: «شخصیت‌ها عمدتاً نفرت‌انگیز هستند و به سادگی به سطحی از روایت تقلیل یافته‌اند که قبل از سر بریدن اجتناب‌ناپذیر، در آب فرو رفته‌اند. کوین خسته‌کننده و بی‌سروپا است، در حالی که افشای بزرگ انگیزه قتل، منطقی به نظر نمی‌رسد. نمی‌دانم، مثل یک فیلم اسلشر افتضاح دهه هشتادی است.»